# Estany del Racó
L'Estany del Racó és un estany del Pirineu, situat en el terme comunal d'Angostrina i Vilanova de les Escaldes, a l'Alta Cerdanya, de la Catalunya del Nord.
És a 2.170,1 metres d'altitud, al sector nord-est del terme al qual pertany, al Ras del Carlit, en el vessant nord-est del cim del Carlit, al nord-oest del Llac de la Bollosa. Com tots els estanys esmentats, pertany a la conca de la Tet.
L'Estany del Racó és un indret visitat habitualment per les rutes excursionistes del sector nord del Massís del Carlit.